# Айхвальд
Айхвальд (нем. Aichwald) — община в Германии, районный центр, расположен в земле Баден-Вюртемберг.
Подчиняется административному округу Штутгарт. Входит в состав района Эслинген. Население составляет 7558 человек (на 31 декабря 2010 года). Занимает площадь 14,68 км².